# 愛知県立小牧特別支援学校

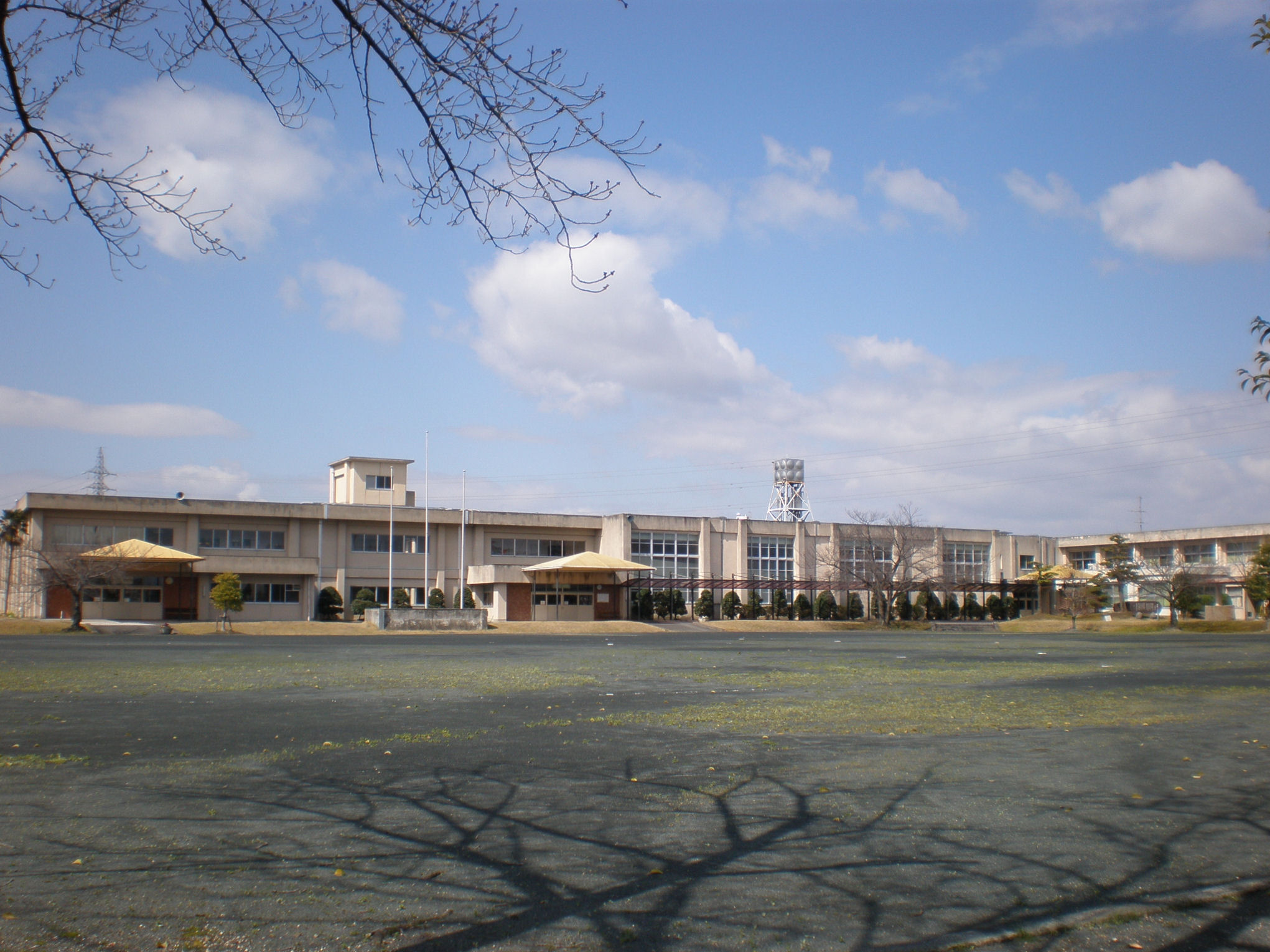
校舎

愛知県立小牧特別支援学校（あいちけんりつ こまきとくべつしえんがっこう）は、愛知県小牧市久保一色にある公立特別支援学校。肢体不自由者を教育対象とする。

## 沿革
- 1977年（昭和52年）4月1日 - 「愛知県立小牧養護学校」として開校
- 2004年（平成16年）3月 - 寄宿舎閉鎖
- 2014年（平成26年）4月1日 - 「愛知県立小牧特別支援学校」に校名変更

## 学部
- 小学部
- 中学部
- 高等部
- 訪問教育

## 校訓
『清く 明るく たくましく』

## 通学区域
- 小牧市、春日井市、犬山市、岩倉市、尾張旭市、長久手市、名古屋市守山区、大口町、扶桑町、豊山町[1]

## 学校間交流
- 小牧市立一色小学校[2]
- 小牧市立味岡中学校[3]
- 愛知県立犬山総合高等学校

## 主な卒業生
- 江崎駿（ボッチャ日本代表・春日井市出身）[4]

## 交通手段
- 名鉄小牧線　田県神社前駅下車、徒歩5-8分
- こまき巡回バス（岩崎団地・味岡コース）　一色保育園前停留所下車、徒歩約5分

## 周辺
- 田縣神社
- 神明社
- 小牧市立一色保育園